# العفازي (العدين)

تعديل مصدري - تعديل

العفازي محلة تابعة لقرية الموسطة، التابعة لعزلة قصع حليان بمديرية العدين إحدى مديريات محافظة إب في الجمهورية اليمنية.، بلغ تعداد سكانها 118 حسب تعداد اليمن لعام 2004.